# Nouara
Nouara, (ALA-LC: Nawara en árabe: نوارة‎‎; con su verdadero apelativo Hamizi Zahia (en árabe: حميزي زاهية‎‎; Azazga; Argelia, 15 de agosto de 1945), es una cantante de música cabileña, folclórica, y actriz.

## Biografía
Su familia se instaló en la Casba de Argel. Hizo su debut como cantante, en 1963, participando en el espectáculo juvenil de Abedelmadjid Bali, donde cantó canciones como Afus a Lênber y luego en el "Radio Music Hall" de Rabah Taleb, donde interpreta las canciones de Bali mientras lee en el aire el correo de los lectores.
Su voz abre las puertas del universo artístico de Chérif Kheddam, que le da sus textos y su música: 

Da Chrif estaba haciendo pruebas de voz para varias personas, incluido yo, para hacer canciones infantiles. Al día siguiente me dio la canción "Ayen ur tezrid" ("Lo que no sabías") que tengo que ensayar y cantar frente a una gran orquesta. Fue en 1965.

Ella canta a dúo con Da Cherif, incluyendo nemfaraq ur nxemmem (Nos fuimos sin pensar) y ula d nek yuâ ad ttugh (No me es fácil olvidarme de ti). Nouara también canta con Farid Ferragui y Matoub Lounès en los años noventa. Sin embargo, sus canciones favoritas siguen siendo, según ella,  win i tûzadh yejja k iruh, lewjab ik m id yehder yidh y especialmente  Acewwiq tin tin yuran deg ixef iw con Chérif Kheddam.
Nouara es también actriz: en 1969, en la radio argelina de expresión Amazighe, interpretando varios papeles en las obras de radio del canal II; radio donde animó durante los años setenta la emisión femenina: Urar Lxalat (Lugar de mujeres).
Nouara fue influenciada en su debut por una gran dama de la canción cabilia de los años cincuenta y sesenta Ourida: 

La voz de Ourida era muy hermosa. Intenté durante mucho tiempo imitarla.

Ella tiene una relación muy fuerte con su audiencia. Desde 1967, ha organizado galas en Argel, Cabilia, Orán y en todo Argelia con Cherif Kheddam. Su última gala fue en 1996 en Tizi-Ouzou.
Se retiró de la escena en 2005 y regresó en 2009. El 26 de mayo de 2012, participó en Montreal en el Festival Cultural de África del Norte para rendir homenaje a Cherif Kheddam. Ha dado conciertos, como en Tizi-Ouzou, en 2012; y, en París en 2014.

## Distinciones
- En 2012, por iniciativa del Ministerio de Cultura, la Oficina de Riadh El-Feth (Oref) le rindió homenaje.[5][1]

- En 2017, la Oficina Nacional de Derecho de Autor y Derechos Conexos le confirió un trofeo durante el recital organizado en Béjaïa en su honor.[6]